# EasyGo
EasyGo er et joint venture mellem Norge, Sverige, Danmark og Østrig som muliggør brug af en og samme OBE (Bizz) i alle lande når du passerer i betalingsanlæg på betalingsveje, færger og broer. Formålet med EasyGo er at gøre det muligt at bruge én OBE til betaling, ved kørsel gennem betalingsanlæg gennem Nordeuropa og Østrig.
EasyGo er baseret på DSRC 5,8 GHz mikrobølge teknik og der er store forskelle mellem operatørerne. Anlæggene har forskellig udformning og det findes ingen fælles EasyGo skiltning, men det findes enkelte fælles træk.

## Historie
EasyGo var Europas første kommercielle grænseoverskridende betalingsløsning for bompenge. Indledende diskussioner om EasyGo begyndte i 2004, da Svinesundbroen mellem Norge og Sverige var ved at blive bygget. Norske (Statens vegvesen) og svenske (Transportstyrelsen) transportmyndigheder gik sammen med Sund & Bælt (operatør af Storebæltsbroen) og Øresundsbro Konsortiet (dansk/svensk joint venture, operatør af Øresundsbroen) og oprettede EasyGo i 2007.
Østrigs ASFINAG sluttede sig til partnerskabet i 2009.
Alle eksisterende nordiske systemer taget i brug før 2007 (AutoPASS og BroBizz) indgår, og det krevdes ingen revision af lovgivningen i landene. EasyGo landene har fire forskellige valutaer og variable momsniveauer.

## EasyGo Basic
EasyGo Basic gælder for køretøjer, der kun kører i Skandinavien eller vejer under 3,5 tons. Fra 1. januar 2021 skal en OBE udsteder dog være EETS-godkendt for at kunne anvendes på Storebæltsbroen.

## EasyGo+
EasyGo+ er en betalingsordning på tværs af grænser. Den giver chauffører i køretøjer over 3,5 tons mulighed for at betale afgifter i Østrig, Danmark, Sverige og Norge med brug af kun én OBE i alle fire lande.

## Udbydere
Der er flere udstedere, som tilbyder EasyGo tjenester. Dog tilbyder nogle udstedere kun en OBE på enkelte tjenester. Tjenesteudbyderen skal have indgået en aftale med det betalingssted/betalingsopkræver, hvor OBE'en skal benyttes, for at den skal fungere.
| Udbyder                       | Land     | Gyldig i               |
| ----------------------------- | -------- | ---------------------- |
| AS24                          | Frankrig | Danmark Sverige Østrig |
| Axxès                         | Frankrig | Danmark Sverige Østrig |
| BroBizz A/S                   | Danmark  | Danmark Sverige Østrig |
| DKV Euro Service GmbH & Co KG | Tyskland | Danmark Sverige Østrig |
| Eurotoll SAS                  | Frankrig | Danmark Sverige Østrig |
| Fremtind Service AS           | Norge    | Danmark Sverige        |
| Toll4Europe GmbH              | Tyskland | Østrig                 |
| ØresundPay                    | Sverige  | Danmark Sverige        |
| SkyttelPASS AS                | Norge    | Danmark Sverige        |
| TELEPASS SPA                  | Italien  | Danmark Sverige Østrig |
| Tolltickets GmbH              | Tyskland | Sverige Østrig         |
| W.A.G payment solutions, a.s. | Schweiz  | Østrig                 |
| Fyt AS                        | Norge    | Danmark Sverige        |